# Бігус Богдан Дмитрович
Богда́н Дми́трович Бі́гус (нар. 12 червня 1991 — 18 липня 2019) — старший солдат Збройних сил України, учасник російсько-української війни.

## Життєпис
Народився 1991 року в місті Хмельницький, закінчив 9 класів Хмельницького НВК № 4. Захоплювався футболом та риболовлею.
Брав активну участь у Революції гідності — в складі 27-ї Вінницької сотні. Відбув усі події на Майдані від початку до кінця. Коли почалася війна, довго не роздумував та вирушив добровольцем на захист Батьківщини — записався до Національної гвардії України.
14 березня 2014 року вирушив на полігон у Петрівцях, навчався військової справи під керівництвом генерала Кульчицького. 6 квітня склав присягу та у складі 2-го взводу 1-го окремого резервного батальйону був відправлений спочатку в район Краматорська, а з 2 травня — до Слов'янська, утримував позицію «Рибхоз» (1-й блокпост). Ротація під Слов'янськом тривала з 10 червня 2014-го і до самого переходу міста під контроль України. Богдан з побратимами перебував між Красним Лиманом і Ямполем. Згодом підписав контракт із ЗСУ; старший солдат, снайпер 8-го полку.
18 липня 2019 року загинув під час вогневого зіткнення з ДРГ, від численних осколкових поранень внаслідок підриву на вибуховому пристрої з «розтяжкою» — зі своїм товаришем повертався з завдання. Богдан зазнав множинних осколкових поранень і загинув; побратим перебував у важкому стані.
Похований 21 липня 2019 року у Хмельницькому на Алеї Героїв (міське кладовище Ракове).
Без Богдана лишилися мама, бабуся, дружина та двоє маленьких дітей (молодший син народився у листопаді 2017 року).

## Нагороди та вшанування
- Указом Президента України № 625/2019 від 23 серпня 2019 року за «особисту мужність і самовіддані дії, виявлені у захисті державного суверенітету та територіальної цілісності України» — нагороджений орденом «За мужність» III ступеня (посмертно)[3]
- Почесний громадянин міста Хмельницького[4]